# Carnaval de Astorga
El carnaval de Astorga es una celebración anual que se celebra el Sábado de Piñata, primer sábado después del Miércoles de Ceniza, en la ciudad de Astorga, León, España.
El comienzo de la fiesta se realiza con un pregón en la Plaza Mayor de Astorga. Seguidamente, se realiza un desfile de grupos y charangas para dar paso a la fiesta de disfraces y una variedad de verbenas hasta la mañana siguiente. El carnaval de Astorga concluye el domingo por la noche con la denominada quema de la piñata.

## Festividades y eventos
Durante el año se celebran varios eventos culturales en Astorga:
- Previamente al carnaval, se celebra la festividad de San Antón, en la parroquia de Puerta de Rey, con la bendición de las mascotas.[4]
- Posteriormente, se realiza una procesión en veneración a la Virgen de las Candelas en la parroquia de San Pedro de Rectivía.[5]
- A continuación, comienza el carnaval de Astorga, el Sábado de Piñata, el primero después del Miércoles de Ceniza con un gran desfile de grupos, charangas y carrozas;[6] Las fiestas finalizan el domingo por la noche del mismo fin de semana con la quema de la Piñata.[7]

## Historia

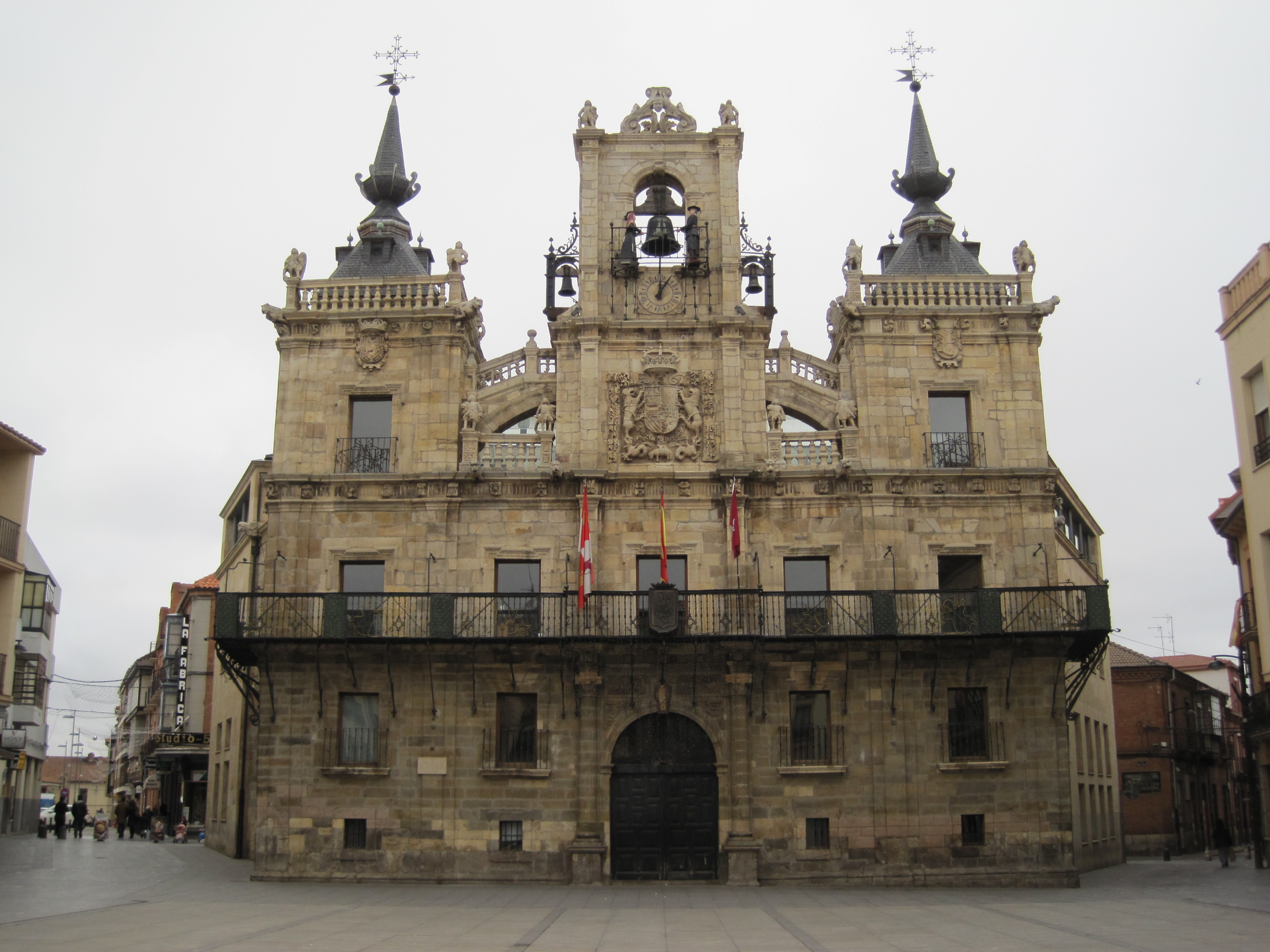
La plaza mayor y el ayuntamiento de Astorga

Los carnavales de Astorga se han ido desarrollado durante muchos años. En los festejos de 2013 el propio ayuntamiento anunció el carnaval con una fotografía de 1906 mostrando a los vecinos celebrando las fiestas.
Este mismo año, los festejos, que se desarrollaron del 7 de marzo al 9 de marzo, fue elegida la periodista chilena Violeta Medina, como pregonera del carnaval.
La imagen será una intervención de El caballero de la mano en el pecho de El Greco, con motivo del IV Centenario de su fallecimiento que se celebra el mismo año.

## Participantes y medios
Los participantes se dividen en categorías, diferenciando a los astorganos y a los residentes en otras poblaciones. No obstante, el propio ayuntamiento de Astorga facilita la presencia de los no residentes, aportando los medios de transporte previamente al inicio de las fiestas y tras su finalización.
En los desfiles participan más de 40 grupos, de los que 15 son locales, en el desfile de Piñata. Varias carrozas proporcionadas por el ayuntamiento y varias de las peñas participantes forman el desfile. Además se proporcionan grupos de música, artistas, charangas y pasacalles con destino a la plaza Mayor, justo antes del pregón.
El desfile de Piñata parte de la plaza de Santo Domingo para recorrer el itinerario hasta la plaza Mayor.

## Premios
La comisión de los festejos dota de varios premios económicos en diferentes categorías:
- Premio al disfraz individual.
- Premio al disfraz para grupos de dos a catorce personas.
- Premio I para locales.
- Premio II para locales.
- Premio III para locales.
- Premio IV para locales.
- Premio I para foráneos.
- Premio II para foráneos.
- Premio III para foráneos.
- Premio IV para foráneos.

## Fin del carnaval
Finalmente, después de la noche, el domingo se realiza un festival para niños y un espectáculo previo a la denominada quema de la piñata y a los fuegos artificiales.